# Hélène Angel
Pour les articles homonymes, voir Angel.
Hélène Angel, née le 3 mai 1967 aux Lilas, est une scénariste et  réalisatrice française.

## Biographie
Elle naît à la maternité des Lilas de parents artistes plasticiens. Elle passe sa petite enfance à Paris mais déménage vite à Nice où elle passera sa jeunesse. La ville et son milieu artistique la marqueront durablement. Elle est élève au lycée Masséna, où elle a pour camarade de classe Bertrand Bonello.
À dix-huit ans, elle monte à Paris pour continuer ses études. Après un passage à l'INSAS, elle étudie à La Femis de 1987 à 1991 au département réalisation, et y réalise deux courts-métrages, dans un style oscillant entre la comédie et le réalisme social. Son troisième court, La Vie parisienne (1995), remporte le grand prix du public au festival de Clermont-Ferrand. C'est aussi à cette occasion qu'elle fait tourner Guilaine Londez, qui deviendra une amie et une actrice fétiche.
En 1999, elle signe son premier long-métrage, Peau d'homme cœur de bête, tragédie familiale vécue par deux petites filles, qui obtient le Léopard d'or au festival international du film de Locarno et qui vaut à Serge Riaboukine le Léopard de la meilleure interprétation masculine. Le film est tourné dans les Hautes-Alpes, et notamment autour de la commune de Serres, village d'origine de sa mère et où elle passait ses vacances d'enfance.
Pour son deuxième long-métrage, Rencontre avec le dragon (2003), la cinéaste dirige Daniel Auteuil et Emmanuelle Devos dans une épopée initiatique ambitieuse, celle d'un jeune garçon en quête d'un chevalier légendaire.
En 2007, elle réalise pour Arte Hôtel des longues peines, un documentaire qui dépeint, à travers le portrait d'un hôtel et de ses clientes, la vie de femmes venues visiter leurs hommes détenus en centrale de haute sécurité, en l’occurrence celle de Lannemezan.
Elle change de registre quelques années plus tard avec le thriller Propriété interdite (2011), pour lequel elle retrouve Valérie Bonneton (qu'elle avait déjà dirigée dans La Vie parisienne). 
Elle est scénariste de tous ses films et collabore à de nombreux scénarios, en particulier avec Agnès de Sacy et Jean-Claude Janer, tous deux rencontrés à la Femis.
Primaire, son quatrième long-métrage, avec Sara Forestier, sort le 4 janvier 2017. 
Elle est membre du collectif 50/50 qui a pour but de promouvoir l’égalité des femmes et des hommes et la diversité dans le cinéma et l’audiovisuel,.

## Filmographie

### Réalisatrice
- 1995 : La Vie parisienne (court métrage)
- 1999 : Peau d'homme cœur de bête
- 2003 : Rencontre avec le dragon
- 2007 : Hôtel des longues peines[3] (documentaire)
- 2011 : Propriété interdite
- 2016 : Primaire
- 2019 : La Fin de l'été (téléfilm, Arte)
- 2022 : Qu'est-ce qu'elle a ma famille ? (téléfilm, France 2)
- 2022 : Tout le monde ment (téléfilm, France 2)

### Scénariste
- 2010 : Les Nuits de Sister Welsh de Jean-Claude Janer
- 1999 : Superlove de Jean-Claude Janer

## Distinctions
- Prix du jeune réalisateur au festival international du court métrage de Clermont-Ferrand en 1995 pour La Vie parisienne
- Léopard d'or au festival international du film de Locarno en 1999 avec Peau d'homme cœur de bête